# Raffaele Riefoli
Raffaele Riefoli, conocido por su nombre artístico Raf (Margherita di Savoia, Barletta-Andria-Trani (hasta 2004 Foggia), Italia; 29 de septiembre de 1959), es un cantautor italiano. Bien pronto se desplaza a Florencia y colabora con la vivísima escena New Wave. Al principio de los años 1980 vive y toca en Londres.

## Carrera musical
En 1984 comienza con una etiqueta francesa con Self Control, una balada dance que le lleva al primer puesto de la clasificación mundial, Estados Unidos incluido, donde la versión de Laura Branigan llega al n.º 1 del hit parade de Billboard. Al final de ese mismo año nace el primer álbum titulado también como Self Control. Aparte de la canción que da nombre al disco, hay otros dos sencillos con éxito llamados Change your mind y Hard.
En 1987 escribe para el trío Morandi-Ruggeri-Tozzi Si Puo' dare di Piú, la canción con qué gana el Festival de San Remo de ese año. Junto con Umberto Tozzi escribe e interpreta Gente di Mare, con la que participa en el Festival de Eurovisión celebrado en Bruselas. El tema alcanza la tercera posición en este certamen y se convierte en un hit en toda Europa. Sale en este periodo London Town, un sencillo que es una celebración para una ciudad, Londres, muy querida para él.
En 1988 compite por segunda vez en el Festival de San Remo. Inevitabile Follia. El álbum donde se trata esa canción es Svegliarsi un anno fa, fotografía de un músico sui generis que ha descubierto la tradición de la canción de autor italiana, pero al mismo tiempo está atentísimo al sonido más actual y sofisticado. De nuevo entre los diez primeros, de ahora en adelante será siempre así.
En 1989 compite de nuevo en el Festival de San Remo. Raf vuelve a sacar un disco con éxito en Italia, Cosa resterà degli anni ottanta. La canción que da el título al álbum conquista otra vez al público. En agosto, «Ti pretendo» es la canción del verano, incluso conquistando el mercado latinoamericano al año siguiente: esta canción fue un éxito en países como Chile y Argentina, entre otros. 
En 1991 Raf conquista el primer puesto con Interminatamente, luego impresiona en el Festival de San Remo con una sugestiva balada, Oggi un dio non ho. Canta también en el Festivalbar con Siamo soli nell' inmmenso vuoto che c'é. Tres éxitos distintos entre ellos, pero no son los únicos del álbum titulado Sogni... é tutto quello che c'é.
En 1992 la gran prueba para Raf quizás fue en este año, en que se estrenaba ante el público español pese al éxito de Ti Pretendo. Un intento de trasladar el éxito de su país de origen, con un disco titulado RAF (Spanish Edition). Que quedara de los ochenta, Amarse o no amarse y Te Pretendo son quizás las tres canciones más destacables de un disco en el que tal vez faltó una mejor traducción de los textos. El disco pese a ese detalle tuvo cierta repercusión.
En 1993 el disco Cannibali logró seis veces el disco de platino. Un álbum rico de canciones con éxito (Il battito animale, due, stai con me) con una atención particular a la actualidad que acaba resaltando la inquietud que caracteriza un mundo contradictorio y un momento histórico trabajadísimo. Ese año el cantante mexicano Cristian Castro hizo una exitosa versión en español de la canción È Meglio Cosí de Raf, nombrada Es mejor así.
En 1995 Raf nos trae Manifiesto, un disco que da un paso adelante desde el punto de vista musical y artístico, y en esta ocasión realiza una novedad absoluta no solo para Italia sino para todo el mundo. Sin ningún coste además ofrece un CD ROM interactivo llamado Interagendo, con el cual el público tiene la posibilidad de profundizar en el conocimiento del artista. También se abre su espacio en internet, anticipándose con diferencia a la actualidad.
En 1996 Collezione Temporanea es el título del primer Best-of de Raf, el disco comprende 16 grandes éxitos interpretados en forma de nuevas versiones. En el álbum está presente el inédito Un gran salto, una dulce balada que cuenta una personal reflexión sobre el sentido de la vida.
En 1998 La Prova es un álbum de exploración y colaboración con su banda, el sonido es más fuerte con una evolución sobre el rock pero manteniendo estructura y melodía pop. Un interesante experimento para Raf y una fascinante fusión entre pop italiano moderno e innovador.
En 2001 y después de un intervalo de tiempo por motivos de una experiencia personal tan importante como una nueva paternidad, Raf se vuelve a presentar con el nuevo álbum Iperbole. Es un álbum de gran éxito tanto en términos de venta como en popularidad. Destacan Infinito, via, Nei silenzi, Assolti y Oasis. Recibe el MEI (meeting delle Etichette indipendenti), un premio por la dirección del Videoclip de Infinito, canción más sonada del disco (por él pensado y grabado). 
En 2004, a los 20 años de Self control, saca el álbum Ouch. In tutti i miei giorni, Superstiti y Aria di niente son las canciones más destacadas. Contemporáneamente, Mondadori publica el libro Cosa resterà…, escrito a 4 manos por Raf y Domenico Liggeri, en donde se describe la vida artística y personal de este cantante italiano.
El 28 de octubre saca el Live, DVD de un concierto de Raf del 16 de mayo de 1991 en el Palatrussardi de Milán. Edita también Tutto Raf, 32 canciones del repertorio del artista que van desde 1983 hasta el año 2004, en el que concluye una larga etapa en la discográfica Warner.
El 26 de mayo de 2006, aparece Passeggeri distratti, primer álbum de Raf con la etiqueta Sony BMG. Destaca Dimentica, que se convierte en la canción del verano por su continua transmisión en la radio italiana. También Passeggeri distratti, canción que da nombre al disco, Il nodo, Nati ieri y Acqua son canciones que demuestran el carácter innovador y personal de Raf.
El 26 de septiembre de 2008 aparece Metamorfosi, nombre del álbum que contiene canciones que habla de temas importantes, como los sentimientos, el gozo, el dolor, las emociones. Cabe destacar las canciones Non è mai un errore, Ossigeno, y Lacrime y Fragole.
El 30 de octubre de 2009, se publica Soundview, el primer DVD-CD, con el apoyo de la canción inédita Per tutto il tempo.
El álbum Numeri sale a finales de abril de 2011 para la Sony BMG, casi tres años después de la anterior Metamorfosi, del 2008. El sencillo comercial con el que comenzó la promoción del disco fue Un'emozione inaspettata, que fue la más escuchada en su lanzamiento durante un tiempo en las distintas emisiones de radio de Italia. El álbum de inmediato alcanzó el primer puesto en el ranking de los álbumes más descargados en iTunes y los lugares de las ventas de CD. Dos singles más del álbum serán: Senza cielo y Controsenso
El 9 de octubre de 2012 lanza el disco titulado Le ragioni del cuore que contienen canciones grabadas anteriormente y recantadas con versión electropop , incluyendo dos inéditas Le ragioni del cuore y In questa notte. El disco incluye algunas colaboraciones de algunos artistas como Saverio Grandi,Cheope, Entics y Pacifico.
En julio de 2015 sale a la venta "Sono Io", para Universal, con temas con un estilo pop más internacional y que incluye la canción COME UNA FAVOLA, la cual interpretó este año en el festival de San Remo. Este disco obtiene una buena opinión por parte de la crítica y muestra una buena adaptación de su inconfundible estilo con sonidos más actuales. Incluye una canción totalmente en inglés y un tema, ROSE ROSSE, de Massimo Ranieri, cantante italiano de los setenta escrita por Giancarlo Bigazzi, su mentor al principio de su carrera.

## Vida personal
Está casado desde 1996 con la corista Gabriella Labate, con quien tiene dos hijos: Bianca (nacida en 1996) y Samuele (nacido en 2000).

## Discografía

### Álbumes de estudio
- 1984 - Raf
- 1987 - Self Control
- 1988 - Svegliarsi un anno fa
- 1989 - Cosa resterà...
- 1991 - Sogni... è tutto quello che c'è
- 1993 - Cannibali
- 1995 - Manifesto
- 1998 - La prova
- 2001 - Iperbole
- 2004 - Ouch!
- 2006 - Passeggeri distratti
- 2008 - Metamorfosi
- 2011 - Numeri
- 2015 - Io sono

### Álbumes recopilatorios
- 1992 - Raf (para España, Latinoamérica y México)
- 1996 - Collezione temporanea
- 2005 - Tutto Raf
- 2007 - All the best
- 2012 - Le ragioni del cuore

### Álbumes en vivo
- 2009 - Soundview CD+DVD (incluye el tema inédito Per tutto il tempo)

### Sencillos
- 1980 - Tintarella di luna/Say It's All Right Joy (Base Record, con Café Caracas)
- 1984 - Self Control /Self Control
- 1984 - Change your mind
- 1985 - I don't want to lose you
- 1986 - Hard
- 1987 - London town
- 1987 - Gente di mare (con Umberto Tozzi)
- 1988 - Inevitabile follia
- 1988 - Il sapore di un bacio
- 1988 - Svegliarsi un anno fa
- 1989 - Cosa resterà degli anni '80
- 1989 - Ti pretendo
- 1989 - La battaglia del sesso
- 1991 - Interminatamente
- 1991 - Oggi un Dio non ho
- 1991 - Siamo soli nell'immenso vuoto che c'è
- 1991 - Senza respiro
- 1991 - Malinverno
- 1992 - Anche tu (con Eros Ramazzotti)
- 1992 - Amarsi o non amarsi
- 1993 - Il battito animale
- 1993 - Due
- 1993 - Stai con me
- 1994 - Il canto
- 1995 - Sei la più bella del mondo
- 1995 - Il suono c'è
- 1995 - Dentro ai tuoi occhi
- 1995 - Io e te
- 1996 - Prima che sia giorno
- 1996 - È quasi l'alba
- 1996 - Un grande salto
- 1998 - Vita, storie e pensieri di un alieno
- 1999 - La danza della pioggia
- 1999 - Little girl
- 2001 - Infinito
- 2001 - Via
- 2002 - Nei silenzi
- 2002 - Oasi
- 2004 - In tutti i miei giorni
- 2004 - Superstiti
- 2005 - Aria da niente
- 2006 - Dimentica
- 2006 - Passeggeri distratti
- 2006 - Il nodo
- 2007 - Salta più alto
- 2008 - Ossigeno
- 2008 - Non è mai un errore
- 2009 - Ballo
- 2009 - Per tutto il tempo
- 2011 - Un'emozione inaspettata
- 2011 - Senza cielo
- 2011 - Controsenso
- 2012 - Le ragioni del cuore
- 2012 - In questa notte
- 2014 - Show Me the Way to Heaven
- 2015 - Come una fábula
- 2015 - Rimani tu
- 2015 - Eclissi totale